# 報應 (電影)
《報應》是2011年羅永昌導演的香港電影，杜琪峰任監製。宣傳標語为「一念天堂，取之救贖，用之殺戳」。
本片為第三十五屆香港國際電影節參展作品，於2011年4月4日作世界首映。

## 故事
房地产富商王浩潮（黃秋生飾演）的女兒被綁架了，要他交纳赎金5000万港圆。他懷疑是反叛女兒Daisy（文詠珊飾）自導自演的敲詐把戲，可是變卦驟起，王浩潮的一個錯誤決定，引致嚴重後果。痛失女兒的王浩潮，委派前任保鏢姚啟初（任賢齊飾演）向一眾綁匪展開追查及復仇行動。但正當啟初將綁匪們逐一解決的同時，王浩潮自己亦跌入一個萬劫不復的境地……

## 演員表
- 黃秋生 飾 王浩潮（Daisy及亞俊的父親，姚啟初、Amy及T.K.的老闆）
- 任賢齊 飾 姚啟初（王浩潮的前任保鑣）
- 區澤鋒 飾 強仔 Jason (姚啟初的兒子)
- 張可頤 飾 王太太（王浩潮的第二任妻子，Daisy的继母）
- 文詠珊 飾 Daisy（王浩潮的長女，瘾君子，梦想是去玻利维亚的烏尤尼鹽沼 {天空之镜}）
- 盧巧音 飾 Amy （王浩潮的僱員，Daisy的保姆）
- 曹查理 飾 T.K.（王浩潮的下属，负责收购村民地皮的项目）
- 林　利 飾 亞鵬（绑架案的老大）
- 林敬剛 飾 綁匪甲（綁匪乙的表兄弟）
- 恭碩良 飾 綁匪乙（綁匪甲的表兄弟）
- 黃一一 飾 亞俊（王浩潮的幼子，Daisy的弟弟）
- 盧文康 飾 王浩潮的新保鑣
- 江美儀 飾 王浩潮已過世的妻子（Daisy的母親）
- 徐忠信 飾
- 阮民安 飾

## 工作人員
- 導演：羅永昌
- 編劇：馮志強、林逢
- 監製：杜琪峰
- 出品人：莊澄
- 攝影指導：高照林 (HKSC)
- 剪接：David Richardson、彭正熙
- 原創音樂：Guy Zerafa、Dave Klotz
- 動作指導：黃偉亮

## 開拍經緯
- 2010年1月19日：於觀塘銀河映像總社開機拍攝。[1]
- 時期不明：電影低調關機，進行後期製作。
- 2011年3月9日：宣佈參展第三十五屆香港國際電影節，於2011年4月4日，香港文化中心大劇院中作僅一場的世界首映。[2]
- 預定於2011年5月5日在香港正式上映。

## 审查
由于审查问题，该片在中国大陆名稱改为《迷途追凶》于2011年7月12日上映，上映时做了删减并更换了结局（原版结局是王浩潮及姚啟初放过Amy(后，任贤齐在车里远远的看着自己的兒子，王去到女儿Daisy想去的玻利维亚天镜之湖，撒了女儿的骨灰，就此结束。而大陆版本附加的结局是两位男主角最终自首并被判终身监禁）。

## 軼事
- 據紀錄，本片為高照林繼《暗花》、《非常突然》後，相隔十三年為銀河映像作品擔任攝影指導。
- 此外，曾和劉偉強和彭氏兄弟有長期合作關係的剪接師彭正熙，首次擔任銀河映像作品的剪接。但剪接師出身的本片導演羅永昌則沒有擔任剪接該崗位。
- 由於任賢齊的粵語發音不是很標準，所以他飾演的角色會由歐錦棠配音。

## 外部連結
- 《報應》的Facebook專頁
- Yahoo奇摩電影上《報應》的資料（繁體中文）
- 開眼電影網上《報應》的資料（繁體中文）
- 豆瓣电影上《迷途追凶》的資料 （简体中文）
- 时光网上《迷途追凶》的資料（简体中文）
- AllMovie上《報應》的资料（英文）
- 爛番茄上《報應》的資料（英文）
- 香港影庫上《報應》的資料（繁體中文）
- 互联网电影数据库（IMDb）上《報應》的资料（英文）